# Antonivka, Teplîk
Antonivka (în ucraineană Антонівка) este un sat în comuna Sobolivka din raionul Teplîk, regiunea Vinnița, Ucraina.

## Demografie
Componența lingvistică a localității Antonivka
     Ucraineană (99,02%)
     Alte limbi (0,99%)
Conform recensământului din 2001, majoritatea populației localității Antonivka era vorbitoare de ucraineană (99,02%), existând în minoritate și vorbitori de alte limbi.